# Thelenella rappii
Thelenella rappii är en lavart som beskrevs av R. C. Harris. Thelenella rappii ingår i släktet Thelenella och familjen Thelenellaceae.   Inga underarter finns listade i Catalogue of Life.